# 井上武史 (憲法学者)
井上 武史（いのうえ たけし、1977年 - ）は、日本の憲法学者。関西学院大学大学院司法研究科教授。指導教官は大石眞。

## 経歴
大阪府に生まれ、兵庫県に育ち、関西学院中学部・高等部、2001年に京都大学法学部を卒業、2003年に同大学院法学研究科修士課程を修了、2006年に博士後期課程を指導認定退学した。 
2006年に京都大学助手となり、助教を経て、2008年に岡山大学大学院・社会文化科学研究科准教授となり、さらに、2014年10月に九州大学大学院法学研究院准教授に転じた。
この間、2008年に京都大学大学院法学研究科博士後期課程修了、「結社の自由の基本構造と実効的保障」により、博士（法学）を取得した。

## 主張
テレビ朝日『報道ステーション』が2015年6月6日から12日にかけて『憲法判例百選』の執筆者に行った平和安全法制に関するアンケートにおいて、「憲法には集団的自衛権の行使について明確な禁止規定は存在しない」などとして「憲法違反の疑いはない」と回答した。この件は同年6月9日の『報道ステーション』でも放送された。
RKB毎日放送によれば、放送後、インターネット上に井上を中傷する書き込みが相次ぎ、中には殺害予告のような書き込みもあった。井上は同放送の取材に対し、「日本は『表現の自由』があるという国なので、残念なことだとは思っています」とコメントした。
朝日新聞が憲法学者209人に対して実施した平和安全法制に関するアンケートにおいても平和安全法制は憲法違反には当たらないという見解を示し、アンケートの付記の欄において「おそらく、貴社の立場からすれば、このアンケートは、憲法学者の中で安保法制の違憲論が圧倒的多数であることを実証する資料としての意味をもつのだと思います。しかし、言うまでもなく、学説の価値は多数決や学者の権威で決まるものではありません。私の思うところ、現在の議論は、圧倒的な差異をもった数字のみが独り歩きしており、合憲論と違憲論のそれぞれの見解の妥当性を検証しようとするものではありません。新聞が社会の公器であるとすれば、国民に対して判断材料を過不足なく提示することが求められるのではないでしょうか。また、そうでなければ、このようなアンケートを実施する意味はないものと考えます」と朝日新聞の立場を批判した。

## 主な著作

### 単著
- 『結社の自由の法理』信山社、2014年

### 分担執筆
- 『レクチャー比較憲法』法律文化社,2014年
- Rencontre franco-japonaise autour des transferts de concepts juridiques, Mare & Martin, 2014
- 『一歩先への憲法入門』有斐閣（片桐直人・大林啓吾と共著。初版, 2016年/第2版、2021年）